# Aichi S1A
L'Aichi S1A Denko (in giapponese 電光 fulmine) era un caccia notturno bimotore ad ala bassa realizzato dall'azienda giapponese Aichi Tokei Denki KK e rimasto in fase di costruzione.
Realizzato in due prototipi questi rimasero incompleti per il sopraggiungere della fine della seconda guerra mondiale

## Storia del progetto
Il progetto si deve alla necessità riscontrata da parte della difesa aerea del territorio giapponese dalla minaccia rappresentata dal bombardiere statunitense Boeing B-29 Superfortress, inizialmente concepito come bombardiere diurno ma successivamente impiegato invece in missioni di bombardamento notturno. Fino a quel momento l'aeronautica militare giapponese non possedeva alcun velivolo in grado di contrastare il nuovo bombardiere in forza all'USAAF venne quindi emessa una richiesta di fornitura di un caccia notturno che potesse essere utilizzato comunque anche come caccia diurno pesante contro obiettivi aerei e navali. Tra le specifiche richieste una velocità massima raggiungibile di 685 km/h, la capacità di salire a 6 000 m in 6 minuti, cinque ore di autonomia e una distanza di decollo 400 m. Per l'armamento si doveva ricorrere a cannoni automatici calibro 20 mm e 30 mm posizionati in torrette e barbette controllate in remoto.
Per il progetto la Marina imperiale giapponese contattò la Aichi Tokei Denki KK che seppur non aveva nessuna esperienza in campo di velivoli da caccia non era in quel momento impegnata, come altre aziende giapponesi, nello sviluppo di altri velivoli da combattimento. La progettazione ebbe inizio nel 1943 e nell'estate del 1944 un mock-up è già disponibile per lo sviluppo. Per la motorizzazione venne scelta una coppia di radiali Nakajima NK9K-S Homare 22 che, ottimizzati per il funzionamento ad alta quota, garantivano una potenza di 2 030 CV (1 490 kW) ciascuno.

## Tecnica
L'Aichi S1A era un velivolo dall'aspetto e dimensioni comparabili ai bimotori pari ruolo di costruzione tedesca come lo Junkers Ju 88, bimotore ad ala bassa con carrello retrattile ed impennaggio convenzionale.
La fusoliera presentava due abitacoli distinti, l'anteriore, chiuso da un tettuccio a goccia apribile a scorrimento, utilizzato dal pilota come cabina di pilotaggio, il posteriore, chiuso superiormente da una finestratura a bolla e fornito lateralmente di altri finestrini, utilizzato dal mitragliere che comandava una torretta dorsale in remoto. Posteriormente terminava in un impennaggio classico monoderiva con piani orizzontali a sbalzo.
L'ala era montata bassa ed integrava nel bordo d'attacco le due grandi gondole che contenevano i motori, due radiali Nakajima Homare abbinati a due eliche quadripala.
Il carrello d'atterraggio era costituito da due elementi anteriori retrattili integrati da un ruotino d'appoggio posteriore, anch'esso retrattile, posizionato sotto la coda.

## Impiego operativo
I due prototipi erano ancora in fase di completamento quando gli esemplari vennero distrutti nel corso di bombardamenti nel 1945.

## Utilizzatori
Giappone
- Dai-Nippon Teikoku Kaigun Kōkū Hombu (previsto)